# Global Climate and Health Alliance
Die Global Climate and Health Alliance (GCHA) ist ein Dachverband von über 100 Organisationen, die sich mit den gesundheitlichen Auswirkungen des Klimawandels befassen. Die GCHA wurde 2011 auf der UN-Klimakonferenz in Durban gegründet und beteiligt sich direkt an den Verhandlungen der UNFCCC.
In enger Kooperation mit der Weltgesundheitsorganisation (WHO) hat die GCHA parallel zu den UN-Klimakonferenzen eine Serie von Konferenzen und Nebenveranstaltungen organisiert (Climate and Health Summits).
Ein Ziel ist unter anderem, den Klimawandel als Thema für die öffentliche Gesundheit zu etablieren, und die gesundheitsrelevanten Auswirkungen des Klimaschutzes (wie z. B. die Reduktion von Asthma und Herzinfarkten) aufzuzeigen.

## Sonstiges
Nick Watts, der Direktor der GCHA, ist gleichzeitig geschäftsführender Direktor des Lancet Countdown: Tracking Progress on Health and Climate Change – einer auf 15 Jahre angelegte Forschungskooperation (initiiert von der medizinischen Fachzeitschrift The Lancet, u. a. in Zusammenarbeit mit der WHO und der Weltorganisation für Meteorologie), deren Ziel es ist, die Auswirkungen des Klimawandels auf die öffentliche Gesundheit zu analysieren.

## Publikationen
- David McCoy, Nick Watts: Climate Change: Health Impacts and Opportunities. A Summary and Discussion of the IPCC Working Group 2 Report. The Global Climate and Health Alliance
- Isobel Braithwaite: Health and Climate at COP21 and Beyond. The Global Climate and Health Alliance